# Dagmar Zoschke

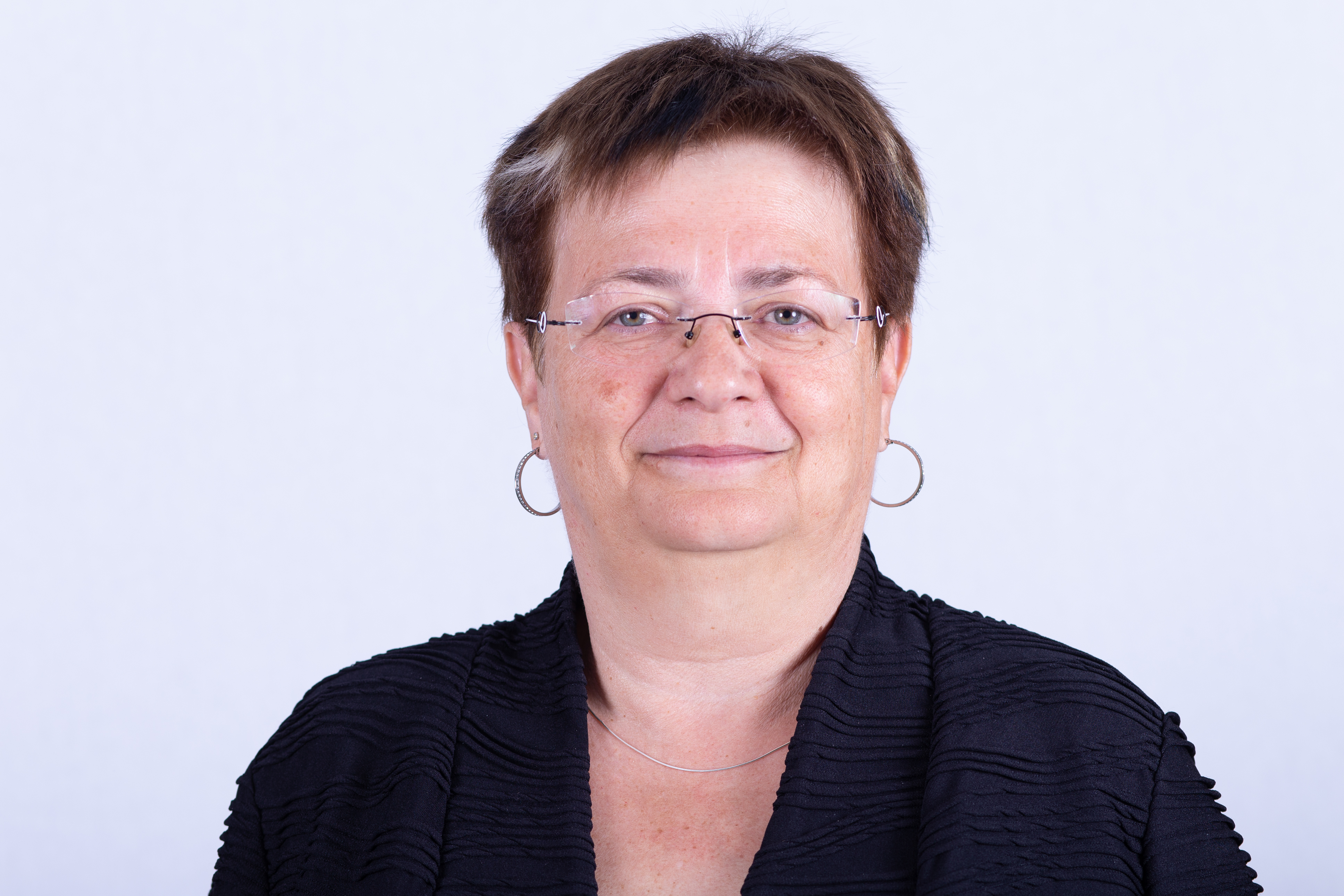
Dagmar Zoschke 2018

Dagmar Zoschke (* 15. Mai 1959 in Bitterfeld) ist eine deutsche Politikerin (Die Linke). Sie war von 2011 bis 2021 Abgeordnete im Landtag von Sachsen-Anhalt.

## Leben und Beruf
Dagmar Zoschke besuchte die Helene-Lange-Schule in Bitterfeld und legte an der EOS »Ernst-Thälmann« in Bitterfeld das Abitur ab. Sie studierte und wurde Diplomlehrerin für Geschichte sowie Pionierleiterin. Später machte sie eine Weiterbildung zur staatlich anerkannten Erzieherin.
Sie lebt in einer festen Partnerschaft und hat ein Enkelkind.

## Politik und Partei
Dagmar Zoschke ist seit 1994 Stadträtin in Bitterfeld-Wolfen und dort seit dem Sommer 2014 Vorsitzende des Stadtrates. 1994 wurde sie auch erstmals in den Kreistag von Anhalt-Bitterfeld gewählt und ist dort Ausschussvorsitzende für Soziales und Gesundheit. 2009 kandidierte sie bei der Oberbürgermeisterwahl in Bitterfeld-Wolfen, scheiterte aber in der Stichwahl an der Amtsinhaberin Petra Wust.
Sie ist seit 1981 Mitglied der SED bzw. nach den Umbenennungen der PDS und heute der Partei Die Linke. 2010 wurde sie in den Bundesvorstand der Partei gewählt.
Bei den Landtagswahlen in Sachsen-Anhalt 2011 und 2016 gelang es ihr nicht, das Wahlkreismandat im Landtagswahlkreis Bitterfeld zu erhalten, sie wurde aber über die Landesliste in den Landtag gewählt. Im Landtag war sie Vorsitzende des Ausschusses für Arbeit und Soziales. Zur Landtagswahl 2021 trat sie nicht erneut an und schied somit aus dem Landtag aus.